# Mount Homard
Mount Homard ist ein Berg im ostantarktischen Coatsland. Er ragt 1200 m hoch am Kopfende des Blaiklock-Gletschers im Westteil der Shackleton Range etwa 3 km südlich der Trey Peaks auf. Der Berg ist die höchste Erhebung der Otter Highlands.
Kartiert wurde er 1957 von Teilnehmern der Commonwealth Trans-Antarctic Expedition (1955–1958) unter der Leitung des britischen Polarforschers Vivian Fuchs. Benannt ist er nach Desmond Edgar Lemuel Homard (1921–2015), Ingenieur der Vorausmannschaft und Mitglied derjenigen Mannschaft, der bei dieser Forschungsreise die erstmalige Durchquerung des antarktischen Kontinents auf dem Landweg gelang.